# Gustav Gerhart
Gustav Gerhart (ur. 4 lutego 1922, zm. 8 września 1990) – piłkarz austriacki grający na pozycji pomocnika. W swojej karierze rozegrał 4 mecze w reprezentacji Austrii.

## Kariera klubowa
W swojej karierze piłkarskiej Gerhart grał w klubie Admira Wiedeń, w którym zakończył swoją karierę w 1954 roku.

## Kariera reprezentacyjna
W reprezentacji Austrii Gerhart zadebiutował 6 grudnia 1945 w wygranym 4:1 towarzyskim meczu z Francją, rozegranym w Wiedniu. W 1948 roku był w kadrze Austrii na Igrzyskach Olimpijskich w Londynie. Od 1945 do 1949 roku rozegrał w reprezentacji 4 mecze.